# Eisengarn

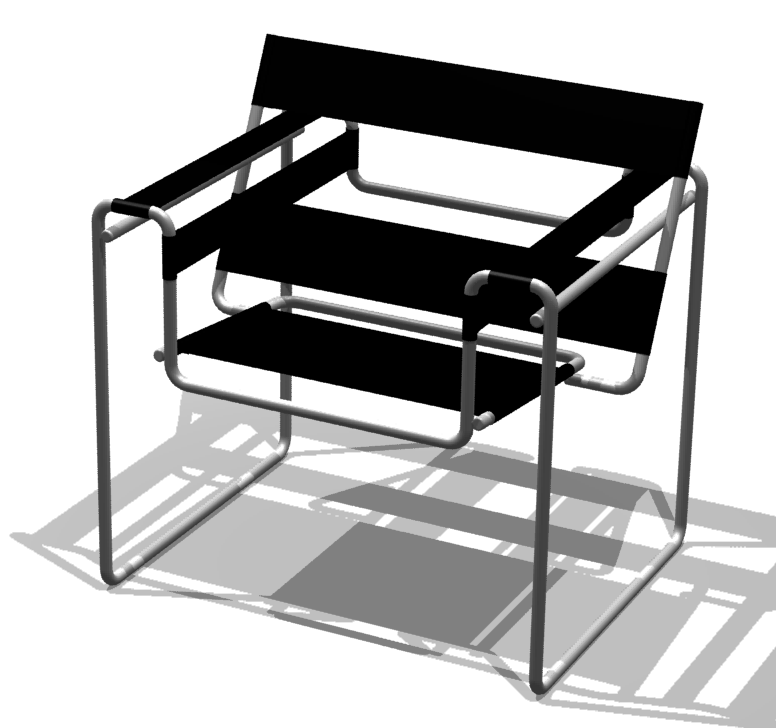
La Sedia Wassily di M. Breuer

L’Eisengarn è il nome, in lingua tedesca (in italiano:ferro filato), di un materiale di tipo tessile utilizzato in vari campi, fra cui l'arredamento.

## Caratteristiche
Si tratta di un tessuto prodotto con un filato di cotone trattato con cera e paraffina che successivamente viene calandrato su una macchina rifinitrice.
Ne risulta un tessuto molto robusto e resistente di mano rigida.

## Storia
Fu concepito intorno al 1926, all'interno del Bauhaus e fu utilizzato per la prima volta da Marcel Breuer per la realizzazione della Sedia Wassily.